# Kostel svatého Cyrila a Metoděje (Karlín)
Kostel svatých Cyrila a Metoděje v Praze 8-Karlíně na Karlínském náměstí patří mezi největší církevní stavby 19. století v Čechách. Byl zbudován v polovině 19. století a řadí se k nejvýznamnějším architektonickým památkám novorománského slohu.
Kostel je postaven ve stylu pozdně románské baziliky se silně převýšenou hlavní lodí a dvěma věžemi. Půdorys je rozvržen na předsíň, tři lodi a presbytář, který je zakončen polokruhovou apsidou mezi dvěma kaplemi v podvěží, rovněž s polokruhovou apsidou. Stavba není orientovaná, sleduje pravoúhlou uliční síť, takže presbytář směřuje k jihojihovýchodu.

## Historie kostela
Iniciátorem projektu byla Katolická jednota v Praze, která v roce 1850 začala sbírat peníze na stavbu kostela v Karlíně. Návrh Václava Štulce na financování stavby prostřednictvím sbírek byl schválen v Den slovanských věrozvěstů (jež byl tehdy slaven) dne 6. března 1850. Zamítavá stanoviska, že v Praze už probíhají sbírky na Votivní kostel ve Vídni, Národní divadlo a chrám sv. Víta, neobstály. V roce 1851 neobstál ani předložený návrh Josefa Krannera na stavbu v novogotickém slohu. František Ladislav Rieger prosadil pro kostel sloh „byzantský“ – jak se tehdy říkalo románskému slohu. Pozemek na stavbu chrámu zakoupila karlínská obec v říjnu 1853 za 25 tisíc zlatých. Základní kámen kostela byl na Karlínském náměstí položen 10. června 1854 za účasti císaře Františka Josefa I. a jeho ženy Alžběty.
Do sbírky přispěl mj. císař Ferdinand I. Dobrotivý a ovdovělá císařovna Karolina (po ní byla nově vznikající čtvrť pojmenována – Karolinenthal – Karlín). K úspěchu sbírky neodmyslitelně patří práce Marie Riegrové - Palacké a jejího Výboru dam. Stavba kostela trvala 9 let a na jeho výzdobě se podílela celá řada českých, rakouských a německých umělců i firem. Kostel vysvětil pražský arcibiskup a kardinál Bedřich ze Schwarzenbergu 18. října 1863 v den milénia příchodu slovanských věrozvěstů.
V roce 2002 byl chrám společně s celým Karlínem zasažen ničivou povodní. Voda dosahovala v kostele do výše jeden a půl metru. V letech 2003-2006 byl chrám kompletně opraven technickými firmami a restaurátory vedenými akademickým malířem Tomášem Záhořem, pod organizačním vedením patera Miroslava Cutha a s přispěním tisíců dárců.

## Stavba

### Architektura

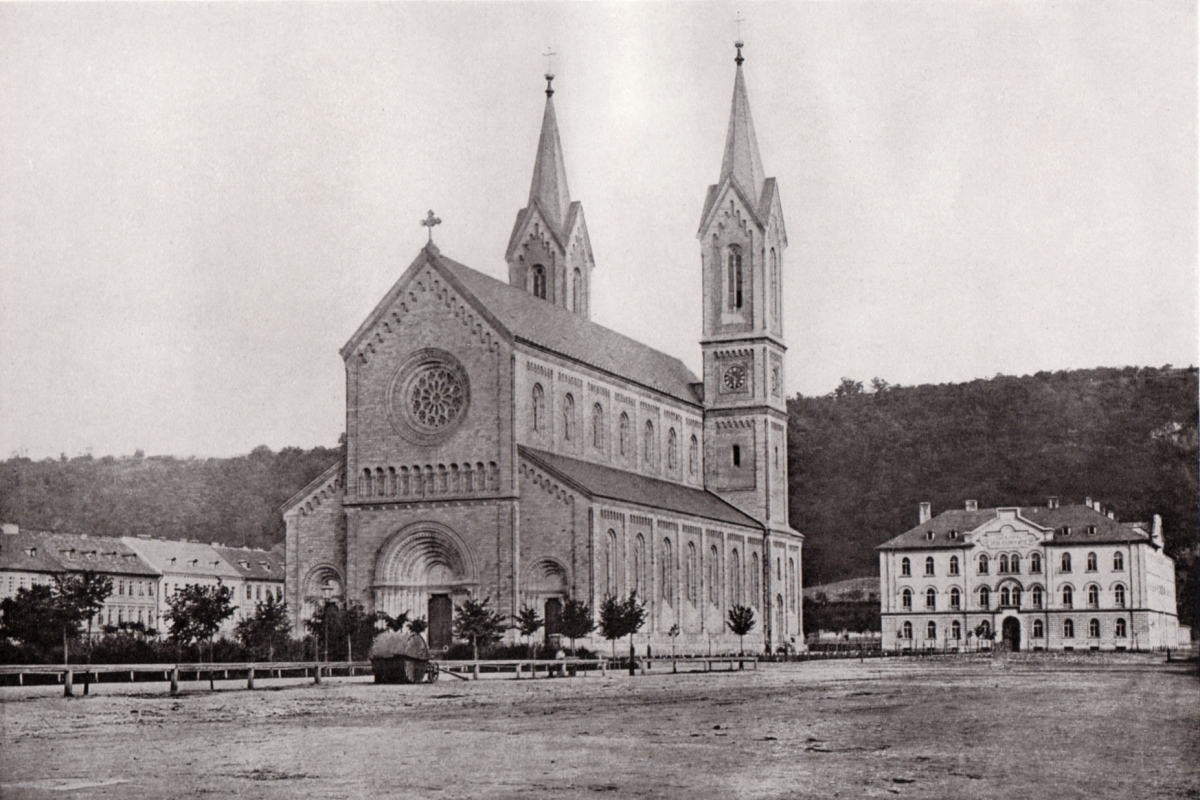
Fotografie Františka Fridricha z roku 1868

Stavba je 75 metrů dlouhá a 31 metrů široká. Na projektu kostela se podíleli architekti Karl Rösner a Vojtěch Ignác Ullmann, stavební práce prováděl Jan Bělský, kamenické práce Karel Svoboda.
Exteriér: Průčelí stavby zdobí tři portály, na kterých jsou umístěny christologické reliéfy od Václava Levého. Bronzová vstupní vrata zdobí reliéfy se scénami ze života sv. Cyrila, Metoděje a českých patronů sv. Václava, Ludmily a Vojtěcha podle návrhu Josefa Mánesa. Nad portály je arkádový vlys se sochami judských králů od Čeňka Vosmíka z roku 1913. Kování a zámky dodal továrník Josef Rudle. Dalšími dobrodinci byli továrník Čeněk Daněk a starosta Karlína Josef Götzl, oba vyobrazeni na vratech jako klečící.

### Výzdoba

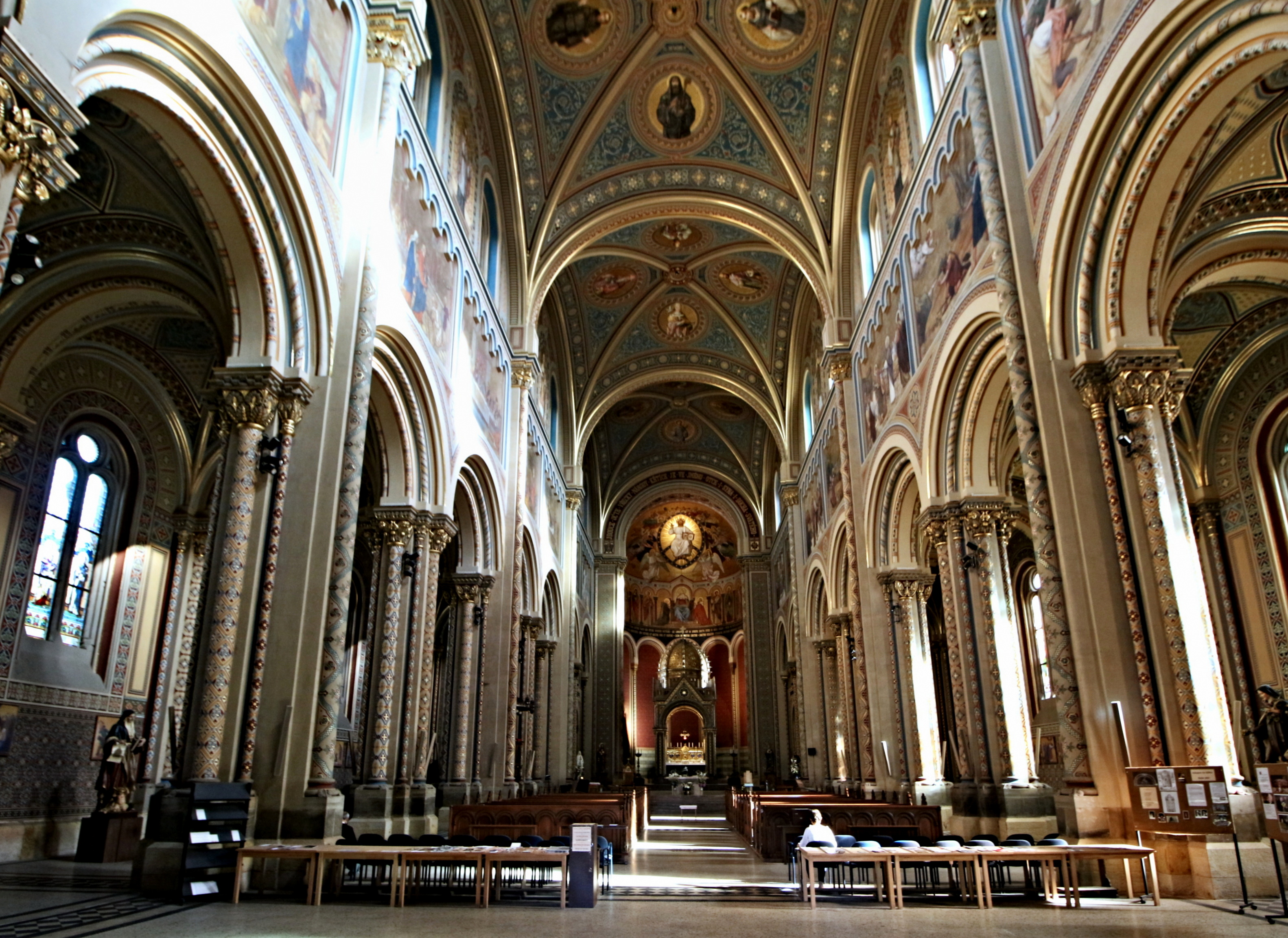
Interiér kostela

Výběr výtvarníků řídila Krasoumná jednota, která ustanovila Jednotu pro okrášlení chrámu sv. Cyrila a Metoděje v Karlíně, jež působila v letech 1863-1937 a komisionelně posuzovala návrhy prací i jejich realizaci. Hlavní kritické slovo v ní kromě výboru Krasoumné jednoty měl tehdejší karlínský kaplan Ferdinand Josef Lehner, který sídlil na Karlínském náměstí a tam také vedl redakci časopisu Method pro církevní umění. Vykonával stavební a ideový dozor a ve výročních zprávách v Methodu referoval o postupu prací. Komise zaznamenávala veškerou činnost v Knize protokolů, kterou po skončení prací uchoval jeden karlínský občan a před obnovou v roce 2003 ji daroval karlínské farnosti.
Trojici prosklených dveří do chrámové lodi vyzdobil Josef Mocker (ornamentální motivy), František Ženíšek a František Sequens vytvořili kartony pro figurální motivy, podle kterých byly zhotoveny okenní vitráže, většinou v 80. letech a počátkem 90. let, vždy po dvojicích se na nich objevují stojící postavy světců, jejichž výběr určily rodiny objednavatelů, zpravidla podle svých křestních patronů, takže se zde vyskytují i neobvyklí světci jako například svatý Edmund. Dodala je tyrolská huť, dochovala se signatura Golderer 1888. Jména donátorů jsou zaznamenána na okenních tabulkách. V hlavní lodi pod kruchtou po stranách hlavního vchodu stojí dvě dřevěné sochy věrozvěstů v nadživotní velikosti od Břetislava Kafky signované BŘ.KAFKA a datované rokem 1934.
Autorem návrhů nástropních maleb ze 60. let byl profesor Josef Matyáš Trenkwald, v letech 1867-1873 je provedli Gustav Vacek, Petr Maixner (jen začal), později František Rudl a bratři Karl a Franz Jobstové, povolaní k tomu úkolu roku 1886 z Vídně. Křestní kapli v secesním stylu vymaloval František Urban roku 1905. Na postranním otáři sv. Václava jsou obrazy českých patronů sv. Vojtěcha, Radima, Ludmily a Prokopa od Josefa Mánesa. Namaloval je v letech 1866 nebo 1867 na soukromou objednávku Marie Riegrové-Palacké. Antonín Lhota namaloval obrazy českých patronů pro oltář P. Marie. Osm obrazů ze života apoštolů namaloval Zikmund Gustav Rudl. Lunetové obrazy z cyklu života svatých Cyrila a Metoděje do presbytáře navrhli a začali malovat František Ženíšek a Maxmilián Pirner v letech 1887-1888, Ženíšek od smlouvy odstoupil pro nízký plat a Pirner odešel kvůli sporu o svou kompozici smrti světce vestoje; dílo dokončili žáci Františka Sequense, mj. Gustav Miksch a Antonín Krisan. Několik návrhových kreseb vytvořil také Felix Jenewein. Tabernákl a další prvky na hlavní oltář navrhl Bedřich Wachsmann v letech 1863-1868.

### Vybavení
- Řezbářské práce, kazatelnu, zpovědnice a sedile podle návrhů B. Wachsmanna provedl V. Žabka.
- Varhany se třemi manuály, šedesáti jedním rejstříkem a více než třemi tisíci píšťal. Postavené byly v roce 1898 a rozšířené roku 1914. Ve své době byly největšími varhanami v českých zemích.
- Dva zvony jsou zavěšeny v levé chrámové věži, a to sv. Roch darovaný z Německa 1892 a druhotně přenesený barokní zvon od zvonaře Mikuláše Löwa. V pravé věži visí pouze malý zvon - umíráček.
- Věžní hodiny od pražského hodináře Jana Holuba byly zhotoveny roku 1868 na objednávku továrníka Čeňka Daňka.

## Současnost

### Kultura
Na kostel se v rámci Signal festivalu již tradičně každoročně promítá videomapping.

## Fotogalerie

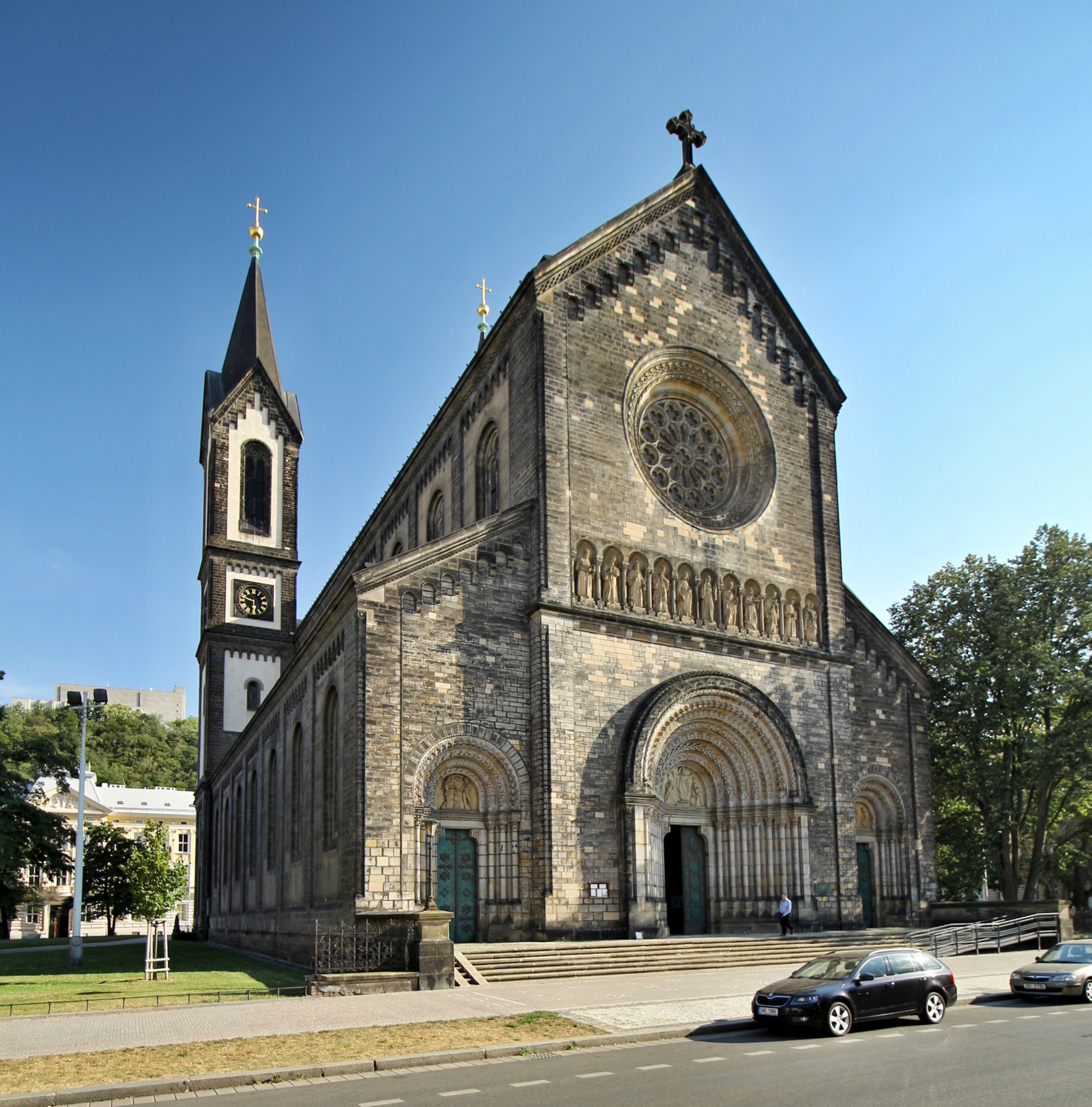
Celkový pohled od severu
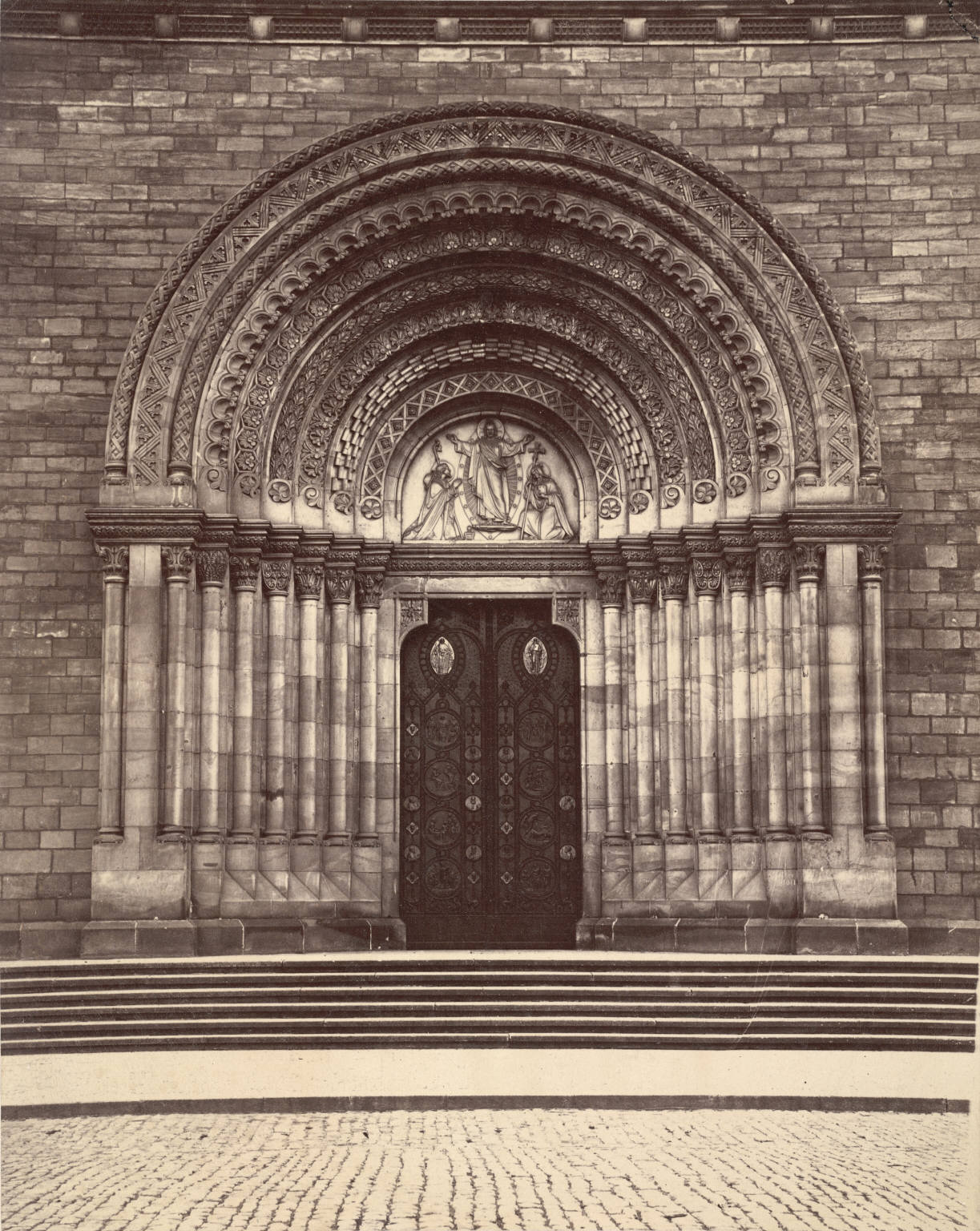
Portál
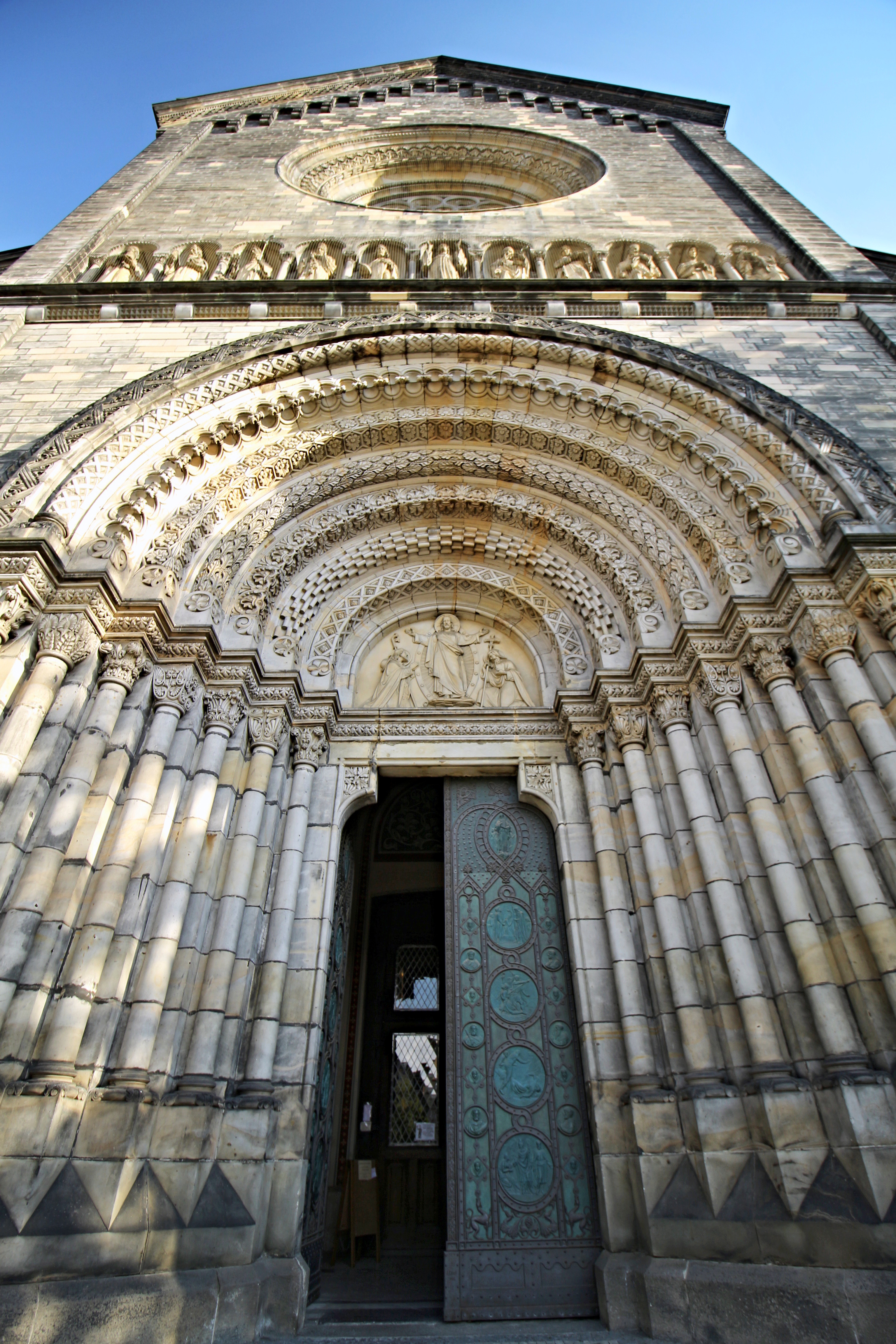
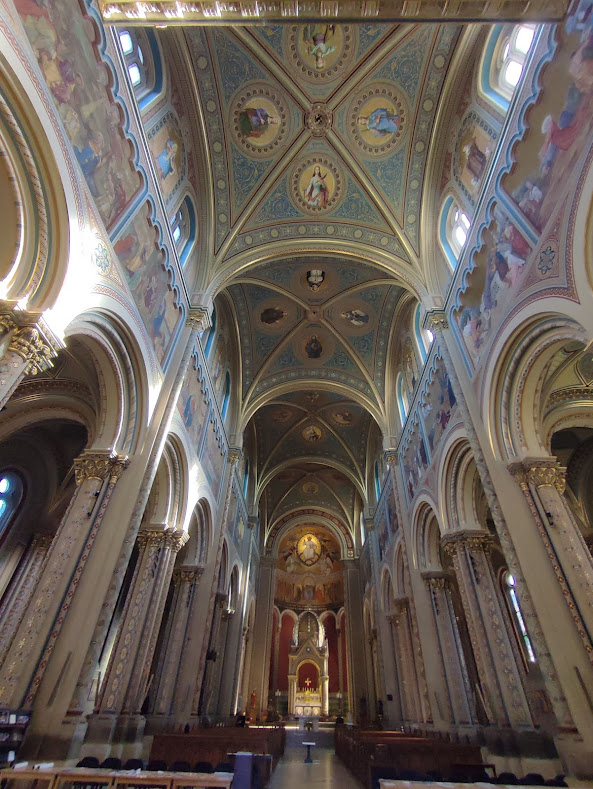
Hlavní loď
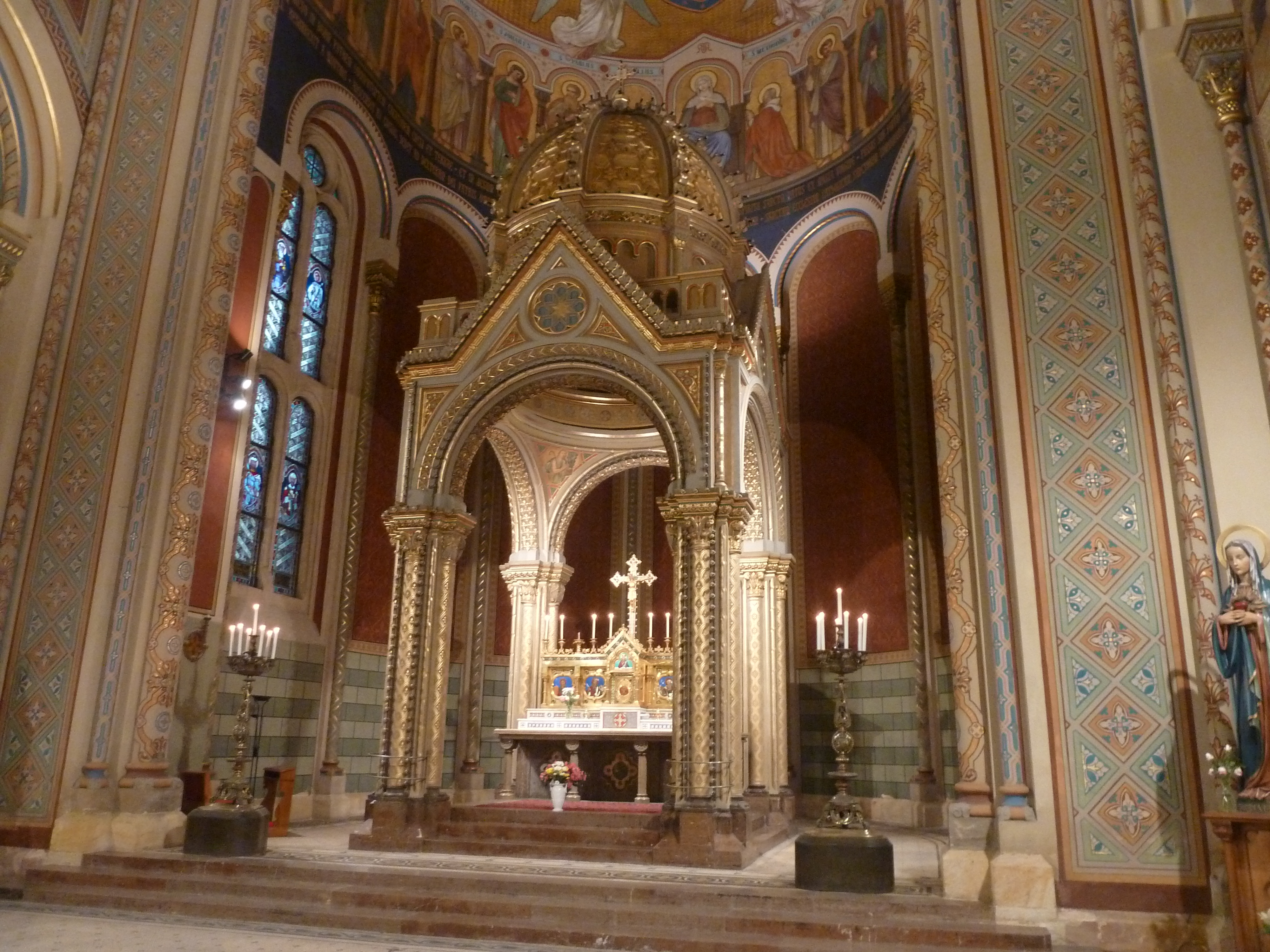
Oltář sv. Cyrila a Metoděje
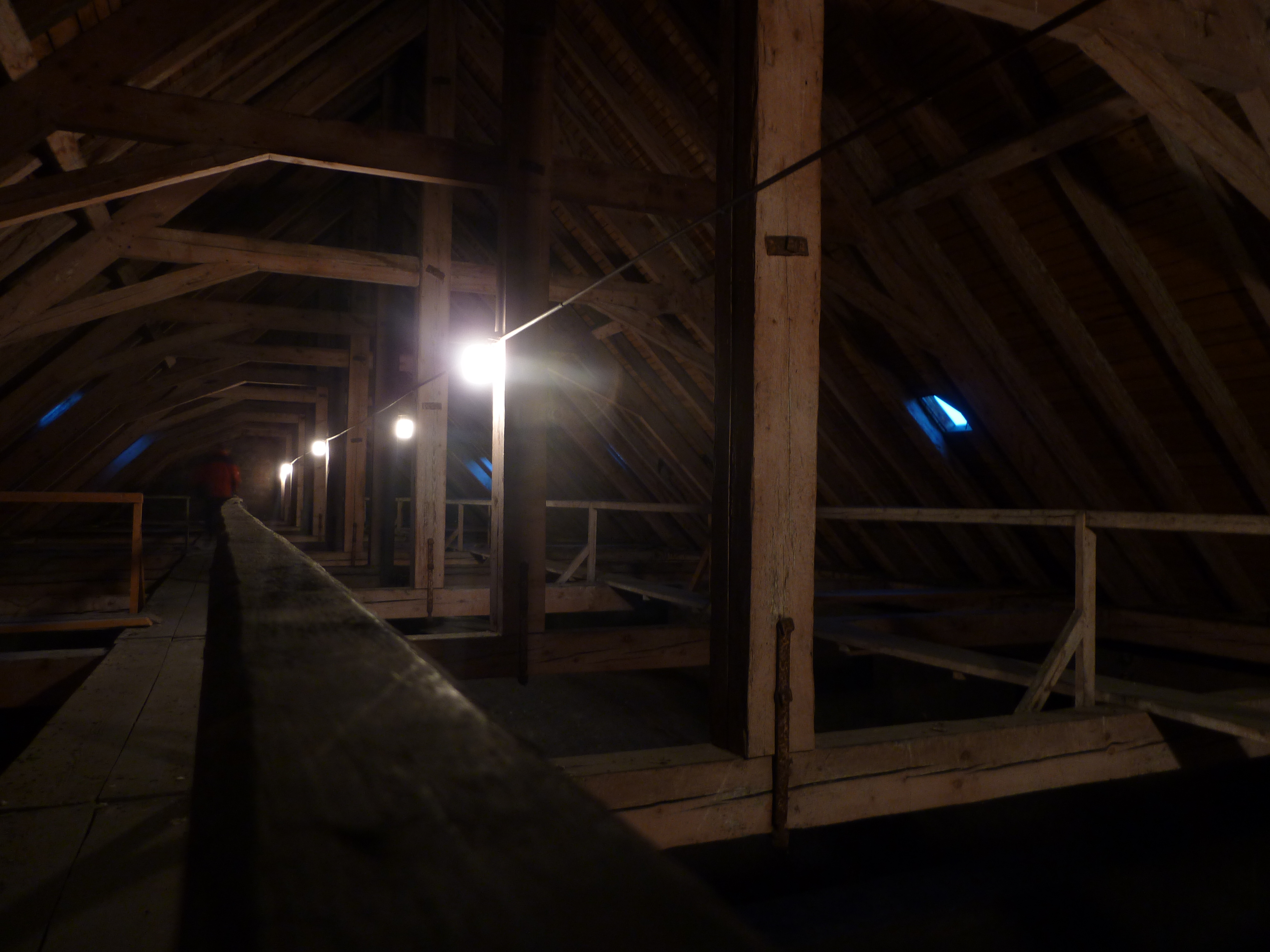
Půda kostela
- Videoprocházka kostelem sv. Cyrila a Metoděje.